# Dirk Stikker
Dirk Stikker, född 5 februari 1897 i Winschoten i provinsen Groningen, död 23 december 1979 i Wassenaar i Zuid-Holland, var en nederländsk företagsledare och politiker. 1935 blev han chef för Heineken.
Stikker var Natos generalsekreterare från 1961 till 1964.

## Utmärkelser
- Watelers fredspris,  1952
- Riddare med storkors av Brittiska imperieorden
- Storkorset av Oranien-Nassauorden
- Förbundsrepubliken Tysklands förtjänstorden - storkors
- Kommendör av Oranien-Nassauorden
- Kommendör av Nederländska Lejonorden
- Storkors av Fenixorden
- Storkors av Hederslegionen
- Storkorsriddare av Republiken Italiens förtjänstorden
- Riddare med storkors av Victoriaorden
- Riddare i Nederländska Lejonorden
- Storkorset av Ekkronans orden
- Storkors av Kronorden
- Nationell mästare

[Redigera Wikidata]